# Rego Freitas
Antônio Pinto do Rego Freitas (São Paulo, 2 de julho de 1835 — São Paulo, 13 de janeiro de 1886) foi um político brasileiro.
Em 1861 recebeu o grau de bacharel e desde essa época exerceu diversos cargos públicos, entre os quais o de juiz municipal e Inspetor do Tesouro Provincial de 1870 a 1878, ano em que foi demitido pelo presidente liberal João Batista Pereira.
Foi presidente durante dois mandatos de quatro anos da Câmara Municipal de São Paulo, diretor do Banco de Crédito Real e da Companhia Cantareira.
Em outubro de 1874 o governo imperial o distinguiu como oficial da Imperial Ordem da Rosa. Era tenente-coronel do batalhão de reserva nº 11 da Guarda Nacional.
Dotado de espírito caridoso doou à Santa Casa grande terreno, onde foi construído seu hospital, bem como um terreno situado no largo do Arouche, para a construção de uma escola pública.
Em sua homenagem foi nomeada a rua Rego Freitas, localizada na Vila Buarque, bairro da zona central da cidade de São Paulo.
Há também na zona oeste, bairro do Rio Pequeno, a rua literalmente nominada Antônio Pinto do Rego Freitas (CEP 05356-030).